# Червена каня
Червената каня (Milvus milvus) е дневна граблива птица, срещаща се и в България.

## Общи сведения
- Дължината на тялото – 60 – 73 cm
- Размаха на крилете – 154 – 180 cm
- Тегло – 900 – 1200 g, като женските са малко по-едри.
- Полов диморфизъм – слабо изразен.
- Оперение – в ръждиви тонове, светло и тъмно кафяво. Главата е по-светла в сиви тонове.
- Полет – планиращ, с впечатление, че на моменти „балансира“ с криле.
- Опашката ѝ е врязана по средата, значително по-дълбоко, отколкото на черната каня (Milvus migrans).

## Подвидове
- M. m. fasciicauda
- M. m. milvus

## Разпространение и местообитание
В Европа (включително България), Африка и Азия. Предочита влажни места, често в близост с култивирани земи. Избягва планински местности или височини. Прелетни птици, есента се събират на групи, преди да отлетят на юг.
До 1940 г. видът е бил известен само въз основа на едно-единствено наблюдение в страната.
Орнитологът Николай Боев съобщава нови 4 наблюдения от Айтоско, Провадийско, Софийско и Ямболско 

## Начин на живот и хранене
Храни се с по-слаби гръбначни животни, като жаби и гущери. Яде и мърша или рови за останки от човешка храна в боклуците. Често обикаля пътищата, за да търси убити от колите дребни животни и селскостопански земи по време на коситба, когато машините убиват скрили се там дребни животни. Яде и умряла риба или други водни животни, изплували на повърхността на водата, които улавя с крака в полет. Често ако открие гнездо на дребни пойни птици, отвлича цялото гнездо с малките или яйцата вътре. Където живее в близост до хора, може да открадне кокоши яйца или пилета, ако кокошката не ги защитава резултатно.
Храната си търси на много голяма площ, до десет километра разстояние от гнездото.

## Размножаване
- Гнездо – в короната на някое подходящо дърво
- яйца – около 3 броя.
- Мътене – трае 30 – 32 дни, мъти само женската. Малките напускат гнездото на около 50 дневна възраст.
- Отглежда едно люпило годишно.
- Моногамни птици.

Пролетта, щом се завърнат в района си на гнезене, заемат определена територия и започват да се подготвят за гнездене. Сватбените ритуали включват забележително красиви фигури от въздушната висша акробатика, като пикиране от голяма височина към гнездото. За гнездо, често използват стари изоставени гнезда на мишелови и други птици с подобни размери. Пълнят го с всякакъв по-мек материал без оглед на ред или функционалност, често в гнездо на червената каня могат да се открият хартия, найлон, плат. Има много описани случаи на откраднати дрехи от простори, които са послужили за строителен материал.

## Природозащитен статут
- Червен списък на световнозастрашените видове (IUCN Red List) – Почти застрашен (Near Threatened NT)[3]
- Директива за птиците на ЕС – Приложение 1[5]

На територията на България е рядък и защитен от закона вид.